# Pterolobium
Genre
Pterolobium est un genre de plantes à fleurs dicotylédones de la famille des Fabaceae, sous-famille des Caesalpinioideae, originaire des régions tropicales d'Afrique et d'Asie, qui comprend une dizaine d'espèces acceptées.

## Liste d'espèces
Selon The Plant List (27 novembre 2018) :
- Pterolobium borneense Merr.
- Pterolobium densiflorum Prain
- Pterolobium hexapetalum (Roth) Santapau & Wagh
- Pterolobium integrum Craib
- Pterolobium lacerans (Roxb.) Wight & Arn.
- Pterolobium macropterum Kurz
- Pterolobium membranulaceum (Blanco) Merr.
- Pterolobium micranthum Gagnep.
- Pterolobium microphyllum Miq.
- Pterolobium punctatum Hemsl.
- Pterolobium stellatum (Forssk.) Brenan